# Phoxichilidium forfex
Phoxichilidium forfex is een zeespin uit de familie Phoxichilidiidae. De soort behoort tot het geslacht Phoxichilidium. Phoxichilidium forfex werd in 1991 voor het eerst wetenschappelijk beschreven door Stock. 